# Cuánto. Más allá del dinero
Cuánto. Más allá del dinero es una campaña de comunicación liderada por el director Creativo Ejecutivo Jesús Revuelta en la agencia MRM/McCann para el Banco Santander, cuyo eje central es un cortometraje de marca, de 17 minutos de duración, dirigido por Kike Maíllo y estrenado el 20 de abril de 2017. El cortometraje fue enfocado al público "milennial" con el objetivo de dar a conocer una cuenta bancaria. Está protagonizada por Adriana Ugarte, Bárbara Goenaga, Miquel Fernández y Will Shephard.
Como campaña de entretenimiento de marca logró un histórico Grand Prix en el Festival Internacional de Creatividad Cannes Lions, siendo la sexta vez en toda la historia en la que España logra un Gran Premio en este festival. En este caso, además, el primero en la categoría "Entertainment".

## Argumento
En un futuro cercano en el que es posible comprar y vender experiencias, Lucía (Adriana Ugarte) decide vender algunas de sus vivencias para enriquecerse. Luego de verse rodeada de lujos, descubre dónde está su propio equilibrio.

## Producción
Se realizó el rodaje del film en marzo de 2017 en Barcelona y Tarragona, la dirección de fotografía fue realizada por Álex Catalán y el diseño de sonido por Oriol Tarragó.
La composición musical fue realizada por el compositor barcelonés Javier Bayon. La canción "The way I feel about you" fue compuesta por la banda barcelonesa Tversky, formada por Xavier Paradis y Alan Rodríguez, los cuales participan en el cortometraje interpretándose a ellos mismos.

## Premios
Como campaña publicitaria ha recibido los siguientes reconocimientos:
- Festival Cannes Lions 2017: Grand Prix y 2 platas en la categoría "Entertainment". Oro en la categoría "Film". Sie
- The One Show 2018, New York: Gran Premio de la disciplina "Branded Entertainment", oro a mejor formato largo y plata a innovación en entretenimiento de marca.
- Eurobest 2017. Oro a mejor campaña integrada local. 1 plata y 2 bronces en Entretenimiento. Plata a mejor estrategia de distribución.
- Clio Awards 2017, New York. Oro en entretenimiento de marca. Finalista en campañas integradas.
- LIA 2017, Las Vegas. Oro y bronce en Entretenimiento de marca. Bronce en ideas no tradicionales, y bronce en contenidos.
- El ojo de Iberoamérica 2017, Gran Premio de Contenido, y plata en film.
- Festival El Sol, oro en contenido, 2 platas y 1 bronce en Relaciones Públicas, bronce en medios, y bronce en film.
- C de C Club de creativos de España 2018, Oro en ideas.
- D&AD 2018, Londres. Lápiz de madera en film.
- Webby Awards, Ganador en contenido.
- Sitges What's Next 2018, 1 de las TOP15 innovaciones en comunicación en el mundo.